# Mortefontaine-en-Thelle
Mortefontaine-en-Thelle település Franciaországban, Oise megyében. Lakosainak száma 975 fő (2022. január 1.). Mortefontaine-en-Thelle Andeville, Dieudonné, Esches, Laboissière-en-Thelle, Novillers, Sainte-Geneviève és Bornel községekkel határos.

## Népesség
A település népességének változása:
| Lakosok száma | 864  | 883  | 916  | 913  | 925  | 987  | 1008 | 991  | 975  |
|               | 2013 | 2015 | 2016 | 2017 | 2018 | 2019 | 2020 | 2021 | 2022 |